# Крупа, Джоанна
Джоа́нна Кру́па (англ. Joanna Krupa, род. 23 апреля 1979) — американская фотомодель, актриса

, кинопродюсер и активист по правам животных.

## Биография
Джоанна Крупа родилась в Варшаве. Она была старшей из двух дочерей. Её отец Стивен Крупа и мать Йоланта Крупа работали управляющими отеля. В возрасте 5 лет она переехала вместе с семьей в Чикаго, штат Иллинойс, США. Свободно говорит на трёх языках.
Свою карьеру Джоанна начала как фотомодель. Она появлялась на обложках таких мировых изданий, как «Playboy», «FHM», «Maxim», «GQ», «Stuff», «Esquire», «Inside Sports», «Trump World», «Fitness Rx», «Men's Fitness» и других. По опросу читателей журнала «Maxim» вошла в список 100 Самых сексуальных женщин планеты.
Джоанна приняла участие в благотворительном мероприятии организации защиты животных PETA, она снялась для плакатов обнаженной, с лозунгом «Я скорее буду ходить голой, чем надену мех» («I’d Rather Go Naked Than Wear Fur»).
Как актриса Джоанна дебютировала в эпизоде телесериала «Скорая помощь» в 1997 году.
Выпускает собственную линию женского белья из серии «звёзды для звёзд».

## Личная жизнь
В 2013—2017 годы Крупа была замужем за бизнесменом Ромейном Зейго.
С 4 августа 2018 года Крупа замужем за бизнесменом Дугласом Нуньесом, у них есть дочь — Аша-Ли Пресли Нуньес (род. 02.11.2019).
В настоящее время Джоанна живёт в Лос-Анджелесе, штат Калифорния.

## Избранная фильмография
| Год  |   | Русское название                                | Оригинальное название          | Роль                     |
| ---- | - | ----------------------------------------------- | ------------------------------ | ------------------------ |
| 1997 | с | Скорая помощь                                   | ER                             | имя персонажа неизвестно |
| 2001 | ф | Планета обезьян                                 | Planet of the Apes             | подруга на вечеринке Лео |
| 2004 | ф | Макс-разрушитель: Проклятие нефритового дракона | Max Havoc: Curse of the Dragon | Джейн Гуди               |
| 2004 | с | Лас-Вегас                                       | Las Vegas                      | Николь                   |
| 2006 | с | C.S.I.: Место преступления                      | CSI: Crime Scene Investigation | официантка               |
| 2006 | ф | Очень страшное кино 4                           | Scary Movie 4                  |                          |